# Uroplectes
Uroplectes es un género de escorpiones de la familia Buthidae. Existen alrededor de 40 especies distribuidas en la Ecozona afrotropical. Son más diversos en Sudáfrica.
Estos escorpiones miden generalmente de 3 a 6 centímetros de largo, pero algunos son más pequeños, como U. ansiedippenaarae, que mide menos de 2 centímetros de largo. Son de color variable, desde amarillos brillantes hasta verdes opacos. Se encuentran en varios tipos de hábitat, desde bosques de montaña hasta desiertos. Viven debajo de las rocas y en los árboles y a veces se les ve invadiendo casas.

## Especies
- Uroplectes andreae Pocock, 1889
- Uroplectes ansiedippenaarae Prendini, 2015
- Uroplectes carinatus (Pocock, 1890)
- Uroplectes chubbi Hirst, 1911
- Uroplectes fischeri (Karsch, 1879)
- Uroplectes flavoviridis Peters, 1861
- Uroplectes formosus Pocock, 1890
- Uroplectes gracilior Hewitt, 1914
- Uroplectes insignis Pocock, 1890
- Uroplectes katangensis Prendini, 2015
- Uroplectes lineatus (C. L. Koch, 1844)
- Uroplectes longimanus Werner, 1936
- Uroplectes malawicus Prendini, 2015
- Uroplectes marlothi Purcell, 1901
- Uroplectes ngangelarum Monard, 1930
- Uroplectes occidentalis Simon, 1876
- Uroplectes olivaceus Pocock, 1896
- Uroplectes otjimbinguensis (Karsch, 1879)
- Uroplectes pardalis Werner, 1913
- Uroplectes pardii Kovarik, 2003
- Uroplectes pictus Werner, 1913
- Uroplectes pilosus (Thorell, 1876)
- Uroplectes planimanus (Karsch, 1879)
- Uroplectes schlechteri Purcell, 1901
- Uroplectes schubotzi Kraepelin, 1929
- Uroplectes silvestrii Borelli, 1913
- Uroplectes teretipes Lawrence, 1966
- Uroplectes triangulifer (Thorell, 1876)
- Uroplectes tumidimanus Lamoral, 1979
- Uroplectes variegatus (C. L. Koch, 1844)
- Uroplectes vittatus (Thorell, 1876)
- Uroplectes xanthogrammus Pocock, 1897
- Uroplectes zambezicus Prendini, 2015